# 巴希夫 (科韋利區)
51°15′43″N 24°44′59″E / 51.26194°N 24.74972°E
巴希夫（烏克蘭語：Бахів），是烏克蘭的村落，位於該國西部沃倫州，由科韋利區負責管轄，面積0.62平方公里，海拔高度166米，2001年人口436，人口密度每平方公里702.09人。